# Mistrzostwa Świata w Biegach Przełajowych 2005
33. Mistrzostwa Świata w Biegach Przełajowych – zawody lekkoatletyczne, które odbyły się w dniach 19–20 marca 2005 roku we francuskim Saint-Étienne.

## Rezultaty

### Seniorzy (długi dystans)

#### Indywidualnie
| Medal  | Zawodnik              | Czas      |
| Złoto  | Kenenisa Bekele       | 35:06 min |
| Srebro | Zersenay Tadese       | 35:20 min |
| Brąz   | Abdullah Ahmad Hassan | 35:34 min |

#### Drużynowo
| Medal  | Zawodnik                                                                                             | Punkty |
| Złoto  | Etiopia Kenenisa Bekele (1) Abebe Dinkesa Negera (4) Dejene Berhanu (6) Eshetu Gezhagne Mamo (13)    | 24 pkt |
| Srebro | Kenia Eliud Kipchoge (5) John Cheruiyot Korir (9) Charles Kamathi (10) Wilberforce Talel (11)        | 35 pkt |
| Brąz   | Katar Abdullah Ahmad Hassan (3) Saif Saaeed Shaheen (8) Jamal Bilal Salem (12) Ali Dawoud Sedam (19) | 42 pkt |

### Seniorzy (krótki dystans)

#### Indywidualnie
| Medal  | Zawodnik             | Czas      |
| Złoto  | Kenenisa Bekele      | 11:33 min |
| Srebro | Abraham Chebii       | 11:38 min |
| Brąz   | Isaac Kiprono Songok | 11:39 min |

#### Drużynowo
| Medal  | Zawodnik                                                                                                | Punkty |
| Złoto  | Etiopia Kenenisa Bekele (1) Maregu Zewdie (6) Dejene Berhanu (7) Gebre-egziabher Gebremariam (9)        | 23 pkt |
| Srebro | Kenia Abraham Chebii (2) Isaac Kiprono Songok (3) Shadrack Kosgei (10) Henry Kipchirchir (16)           | 31 pkt |
| Brąz   | Katar Saif Saaeed Shaheen (4) Jamal Bilal Salem (5) Abdullah Ahmad Hassan (8) James Kwalia C'Kurui (15) | 32 pkt |

### Juniorzy

#### Indywidualnie
| Medal  | Zawodnik        | Czas      |
| Złoto  | Augustine Choge | 23:59 min |
| Srebro | Bernard Kipyego | 24:00 min |
| Brąz   | Barnabas Kosgei | 24:00 min |

#### Drużynowo
| Medal  | Zawodnik | Punkty |
| Złoto  | Kenia    | 10 pkt |
| Srebro | Etiopia  | 37 pkt |
| Brąz   | Katar    | 75 pkt |

### Kobiety (długi dystans)

#### Indywidualnie
| Medal  | Zawodnik        | Czas      |
| Złoto  | Tirunesh Dibaba | 26:34 min |
| Srebro | Alice Timbilili | 26:37 min |
| Brąz   | Werknesh Kidane | 26:37 min |

#### Drużynowo
| Medal  | Zawodnik                                                                              | Punkty |
| Złoto  | Etiopia Tirunesh Dibaba (1) Werknesh Kidane (3) Meselech Melkamu (4) Gete Wami (8)    | 16 pkt |
| Srebro | Kenia Alice Timbilili (2) Isabella Ochichi (5) Catherine Kirui (6) Rose Jepchumba (9) | 22 pkt |
| Brąz   | Portugalia Analía Rosa (15) Ana Dias (21) Mónica Rosa (24) Inês Monteiro (26)         | 86 pkt |

### Kobiety (krótki dystans)

#### Indywidualnie
| Medal  | Zawodnik         | Czas      |
| Złoto  | Tirunesh Dibaba  | 13:15 min |
| Srebro | Werknesh Kidane  | 13:16 min |
| Brąz   | Isabella Ochichi | 13:21 min |

#### Drużynowo
| Medal  | Zawodnik                                                                                | Punkty |
| Złoto  | Etiopia Tirunesh Dibaba (1) Werknesh Kidane (2) Meselech Melkamu (6) Derbe Alemu (9)    | 18 pkt |
| Srebro | Kenia Isabella Ochichi (3) Prisca Ngetich (4) Lucy Wangui (5) Beatrice Jepchumba (7)    | 19 pkt |
| Brąz   | USA Lauren Fleshman (11) Blake Russell (15) Shalane Flanagan (20) Shayne Culpepper (21) | 67 pkt |

### Juniorki

#### Indywidualnie
| Medal  | Zawodnik          | Czas      |
| Złoto  | Gelete Burka      | 20:12 min |
| Srebro | Veronica Wanjiru  | 20:39 min |
| Brąz   | Beatrice Chebusit | 20:44 min |

#### Drużynowo
| Medal  | Zawodnik | Punkty |
| Złoto  | Kenia    | 16 pkt |
| Srebro | Etiopia  | 22 pkt |
| Brąz   | Japonia  | 56 pkt |

## Tabela medalowa
| Miejsce | Kraj              | Złoto | Srebro | Brąz | Razem |
| 1.      | Etiopia           | 9     | 3      | 1    | 13    |
| 2.      | Kenia             | 3     | 8      | 4    | 15    |
| 3.      | Erytrea           | 0     | 1      | 0    | 1     |
| 4.      | Katar             | 0     | 0      | 4    | 4     |
| 5.      | Portugalia        | 0     | 0      | 1    | 1     |
| 5.      | Stany Zjednoczone | 0     | 0      | 1    | 1     |
| 5.      | Japonia           | 0     | 0      | 1    | 1     |